# Giovanni Tommaso Neuschel
Giovanni Tommaso (János Tamás) Neuschel (Várallya, 30 maggio 1780 – Verona, 20 dicembre 1863) è stato un arcivescovo cattolico ungherese. Fu gran elemosiniere e cappellano maggiore del ducato di Parma.

## Biografia
Nato da una famiglia aristocratica originaria della Sassonia e stabilitasi nel Regno d'Ungheria nella regione dello Spiš, in Slovacchia, fu frate domenicano e poi cappellano militare: nel 1817 divenne confessore di Maria Luigia, duchessa di Parma, e si adoperò per regolarizzare la convivenza tra la vedova di Napoleone e Adamo di Neipperg.
Fu nominato cavaliere dell'ordine Costantiniano nel 1825, commendatore nel 1829, senatore di gran croce nel 1838 e gran priore nel 1843.
Nel 1828 venne eletto vescovo titolare di Troade e nominato arciprete della prelatura nullius di Guastalla (elevata a diocesi nel dicembre dello stenno anno) e nel 1837 venne trasferito alla sede di Borgo San Donnino (l'attuale Fidenza).
Venne eletto vescovo di Parma nel 1843: non fu mai amato dal clero che lo considerava troppo intransigente nei suoi riguardi né dalla popolazione, che lo considerava troppo legato all'Austria e gli attribuì il nomignolo di "Negh-fusel" ("non ci fosse" in dialetto parmigiano).
Con i moti del maggio 1848 la popolazione costrinse Carlo II a lasciare il ducato e un gruppo di facinorosi, sobillato da Vincenzo Gioberti, assalì il palazzo vescovile, incendiò gli stemmi e costrinse Neuschel alla fuga.
Il vescovo tornò a Parma nell'agosto assieme a Carlo II, che abdicò in favore del figlio. Il nuovo duca, Carlo III, era apertamente anticlericale e, a causa del precettore ungherese che lo aveva educato, provava una violenta antipatia per i magiari.
Tale situazione spinse Neuschel a presentare le sue dimissioni da vescovo di Parma alla Santa Sede, che le accolse nel 1852: lasciò la guida della diocesi dichiarando di desiderare un po' di tranquillità dopo le tante guerre e battaglie che aveva dovuto sostenere a Parma.
Fu nominato arcivescovo titolare di Teodosiopoli e si trasferì a Verona, dove collaborò con il vescovo locale.

## Genealogia episcopale
La genealogia episcopale è:
- Cardinale Scipione Rebiba
- Cardinale Giulio Antonio Santori
- Cardinale Girolamo Bernerio, O.P.
- Arcivescovo Galeazzo Sanvitale
- Cardinale Ludovico Ludovisi
- Cardinale Luigi Caetani
- Cardinale Ulderico Carpegna
- Cardinale Paluzzo Paluzzi Altieri degli Albertoni
- Papa Benedetto XIII
- Papa Benedetto XIV
- Papa Clemente XIII
- Cardinale Marcantonio Colonna
- Cardinale Giacinto Sigismondo Gerdil, B.
- Cardinale Giulio Maria della Somaglia
- Vescovo Luigi Sanvitale
- Arcivescovo Giovanni Tommaso Neuschel